# تمساح گینه نو
تمساح گینه نو (نام علمی: Crocodylus novaeguineae) نام یک گونه از سرده گاندوها است.